# Karl Kraut (Politiker)
Karl Wilhelm Kraut (* 18. August 1889 in Hockenheim; † 1. Februar 1968 in Offenburg) war ein deutscher Verwaltungsbeamter und Politiker (BCSV, CDU).

## Leben

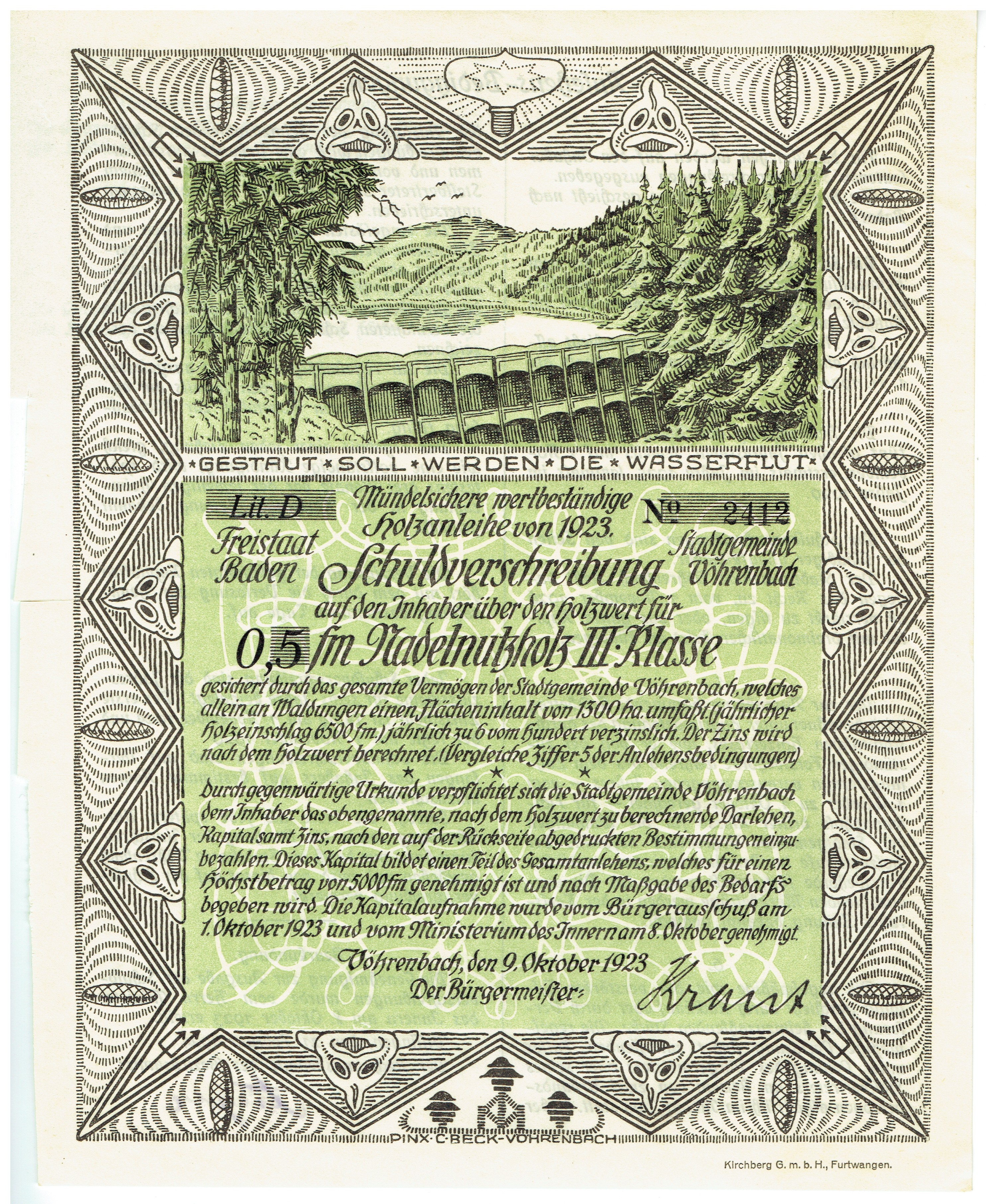
Sachwert-Anleihe der Stadtgemeinde Vöhrenbach zur Finanzierung der Linachtalsperre während der Hyperinflation 1923 mit Unterschrift von Bürgermeister Kraut.

Nach dem Besuch der Realschule trat Kraut in den gehobenen Justizdienst ein und arbeitete von 1904 bis 1918 bei verschiedenen Amtsgerichten und im Justizministerium des Landes Baden. Von 1918 bis 1931 amtierte er als Bürgermeister der Stadt Vöhrenbach. 1931 wurde er aus gesundheitlichen Gründen in den Ruhestand versetzt. Von 1940 bis 1945 war er als Sachbearbeiter beim Landratsamt in Offenburg tätig. Kraut wurde 1945 Kreisamtmann, von 1946 bis 1947 amtierte er als Bürgermeister der Stadt Oberkirch. 1948 wurde er Landrat im Landkreis Stockach. 1954 ging er in den Ruhestand.
Er trat in die BCSV ein, aus der später der badische Landesverband der CDU hervorging. Von 1946 bis 1947 war er Mitglied der Beratenden Landesversammlung des Landes Baden und von 1947 bis zu seiner Mandatsniederlegung am 30. Dezember 1947 Abgeordneter des Badischen Landtages. Für ihn rückte Friedrich Brüstle ins Parlament nach. Von 1955 bis 1959 war Kraut Vorsitzender des CDU-Kreisverbandes Stockach.